# Mister X (Band)
Mister X ist eine im Jahr 2003 gegründete belarussische Streetpunk-Band aus Hrodna.

## Geschichte
Die Band wurde Anfang 2003 gegründet und ging aus einer gleichnamigen Formation sowie der Gruppe Oi! Bombers hervor, die bereits einige Demoaufnahmen vorweisen konnte. Mister X gelten als erste nennenswerte Oi!-Band aus Belarus. Zwei Jahre nach Bandgründung erschien mit der Demo-EP  Punx & Skins Unite & Win ihre erste Veröffentlichung. Nach Konzerten in Belarus erweiterte die Gruppe ihren Aktionsradius und trat auch in anderen osteuropäischen Staaten auf, u. a. im Juli 2009 zusammen mit Tower Blocks in Russland. Am 6. Oktober 2013 kam es bei einem Konzert in Rjasan zu einer Polizeiaktion, bei der mehrere Anwesende von Einsatzkräften tätlich angegriffen wurden.
Im Zusammenhang mit der Veröffentlichung des Albums До самого конца (Do samogo konza, 2016) spielte die Band u. a. in der Tschechischen Republik unter Beteiligung eines Mitgliedes der weiblich-besetzten belarussischen Punk-Band Messed Up. Als Vorband fungierte die Prager Hardcore-Punk-Band Honorace.
Im Jahr 2018 veröffentlichten Mister X zusammen mit der russischen Gruppe What We Feel die Split-EP All Against All, im darauffolgenden Jahr unternahmen beide Formationen eine gemeinsame Tour. Außerdem traten Mister X als Vorband von Feine Sahne Fischfilet auf.

## Stil und Positionen

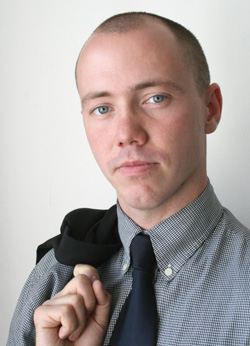
Frontmann Igor Banzer (2008)

Mister X bezeichnen sich selbst als „schlechteste Punkrockband in der ehemaligen UdSSR seit 2003“ („worst punk-rock band in ex-USSR since 2003“).
Die Band legte ihren Fokus von Anfang an auf die Skinhead-Szene. Ihre Lieder sind fast durchgehend im mittelschnellen bis schnellen Streetpunk gehalten. 2013 spielten sie mit dem Stück Skinhead Reggae auf dem Album ...какими мы стали (...kakimi my stali) auch ein Lied im Reggae-Stil ein, zu dem die Bandmitglieder, neben der Ska-Musik, eine starke Affinität besitzen. Vereinzelt finden in den Liedern auch Samples Verwendung. Die Texte reflektieren zumeist das eigene Szeneleben, es werden die Musik selbst, aber auch Alltagsgewalt und Arbeiterrechte thematisiert. Die EP Не отступай никогда (Ne otstupai nikogda, 2011) ist einem verstorbenen Freund der Band gewidmet.
Neben eigenen Stücken spielten sie im Laufe der Jahre auch Lieder bekannter Oi!-Bands wie Cock Sparrer, The Oppressed, The Business, Angelic Upstarts und Oxymoron. Die Texte der Band sind zumeist in Belarussisch, seltener auch in Polnisch und Englisch gehalten. Von einigen Stücken existieren Versionen in verschiedenen Sprachen.
Frontmann und zugleich das einzige Bandmitglied, das nicht unter einem Pseudonym auftritt, ist Igor Banzer. Er gehört der polnischen Minderheit in Belarus an, engagiert sich im Bund der Polen in Weißrussland und trat auch als Chefredakteur der polnischsprachigen Zeitschrift Tygodnika Polskiego in Erscheinung. Im Jahr 2020 beteiligte sich Banzer an den Protesten gegen Präsident Lukaschenko und wurde deswegen inhaftiert. Nach weiteren Verhaftungen trat er Anfang März 2021 in einen Hungerstreik. Noch im selben Monat verurteilte ihn ein Gericht zu anderthalb Jahren Strafarbeit. Im Dezember 2021 wurde er aus der Haft entlassen.
Mister X werden der SHARP-Bewegung zugerechnet. Banzer macht für den Rechtsextremismus in Osteuropa u. a. die Boulevardpresse verantwortlich, die durch ihre Berichterstattung diese Szene popularisierte. Er ist Organisator des Antifascist Impact, eines MMA-Turnieres, und übt diesen Sport auch selbst aus.
Die Band spricht sich außerdem gegen elektronische Musik aus, da diese zum Drogenkonsum verleite.

## Diskografie
- 2005: Punx & Skins Unite & Win (Demo-EP)
- 2007: A.C.A.B. (EP)
- 2008: Live at beershow (Livealbum)
- 2011: Anti... Anti... Anti...
- 2011: Не отступай никогда (Ne otstupai nikogda) (EP)
- 2013: ...какими мы стали (...kakimi my stali)
- 2016: До самого конца (Do samogo konza)
- 2018: All Against All (Split-EP mit What We Feel)
- 2020: Здесь и сейчас (Sdes i seitschas) (Single)
- 2021: United Worldwide Vol. 2 (Split-Single mit What We Feel, Los Fastidios und My Terror)
- 2022: Worst in Ex-USSR since 2003 (Kompilation)